# لورن تسای
لورن تسای (انگلیسی: Lauren Tsai؛ زادهٔ ۱۱ فوریه ۱۹۹۸) ویژوال آرتیست، مدل و بازیگر آمریکایی است.
او بیشتر به خاطر حضور در مجموعه فوجی تی‌وی و نتفلیکس، Terrace House: Aloha State شناخته می‌شود. او حرفه بازیگری را در فصل سوم و پایانی مجموعه تلویزیونی لژیون بر پایه کاراکتری با همین نام در مارول کامیکس آغاز کرد.